# L'Homme d'acier
Pour les articles homonymes, voir Man of Steel (homonymie).
L'Homme d'acier (anglais : The Man of Steel) est une bande dessinée américaine mettant en scène le super-héros Superman écrite et dessinée John Byrne, encrée par Dick Giordano et lettrée par John Costanza. Publiée sous la forme d'une mini-série de six comic books bimensuels par DC Comics en 1986, elle a été recueillie à partir de 1993. La première édition intégrale en français a été publiée en 2001 par Semic.
Dans ce titre à succès influent, Byrne revisite le mythe de Superman, notamment ses origines, établissant un nouveau canon qui reste en place jusqu'en 2003-2004 et la publication de la mini-série Birthright.

## Éditions françaises
- Juin 2018 - Urban Comics - Superman man of steel tome 1  (ISBN 979-1-0268-1464-1)